# 聚偏二氟乙烯
聚偏二氟乙烯（英語：polyvinylidene difluoride，简称PVDF）是一种高度非反应性热塑性含氟聚合物。其可通过1,1-二氟乙烯的聚合反应合成。PVDF具有多种商标名，如KF、Hylar、Kynar以及Solef。
PVDF主要用于对纯度有极高要求，同时需要抗溶剂及酸碱腐蚀的场合。比起其他含氟聚合物，比如聚四氟乙烯，PVDF的密度较低（1.78 g/cm3）。
PVDF可用于生产管材、板材、薄膜、基板以及线缆的绝缘外皮。同时，其还可进行注射成型或焊接，广泛用于化工、半导体、制药以及国防工业，比如它可以用于制造锂离子电池。此外，它还可以制成交叉链接闭孔泡沫，在航空航天领域应用日益广泛。
精细粉末品级的PVDF，如KYNAR 500 PVDF以及HYLAR 5000 PVDF，可以用于制造高端金属涂料。这种涂料具有极高的光泽度以及色泽稳定性。在世界各地许多著名建筑中，比如马来西亚的双峰塔以及台湾的台北101，都可以发现这种涂料的身影。商用建筑以及住宅的铺金属屋面也可用到这种涂料。
由于PVDF薄膜对于氨基酸具有非特异亲和性，因而其可以在Western印迹法检测中用于固定蛋白质。

## 性质
1969年，研究人员发现PVDF具有较强的压电效应：极化（即放入强电场产生净偶极矩）薄膜的压电系数为6－7pC/N，比当时已发现的聚合物的相应数值大10倍以上。
PVDF的玻璃转化温度（Tg）约为−35°C，结晶度通常为50–60%。为了赋予材料压电特性，材料通常会先沿着分子链的方向被机械拉伸，再在张力下进行极化。PVDF有多种固态相：α相（TGTG'）、β相（TTTT）以及γ相（TTTGTTTG'）。这几种相的差别在于分子链是顺式（T）的还是反式（G）的。PVDF在极化后会成为铁电聚合物，具有良好的压电性与热释电性。这些性质令其可以用于生产传感器与电池，比如一些新型的热图摄影机的传感器就用到了PVDF薄膜。
与一些其他的压电材料，如PZT，不同，PVDF的d33值是负的。从物理意义的角度上说，这一点意味着，当其他材料在电场中膨胀时，PVDF则会收缩，反之亦然。

## 合成及后续处理
PVDF可以利用气态的偏二氟乙烯单体通过自由基（或受控自由基）聚合过程合成。后续还要进行熔铸或溶液处理（比如溶液浇铸、旋涂或薄膜流延）。同时还要制备朗缪尔-布洛杰特薄膜。基于溶液的处理常用到的溶剂包括二甲基甲酰胺以及丁酮。在水性乳液聚合中，常用含氟表面活性剂，阴离子形式的全氟酸，来作为加工助剂，用于增溶单体。相较于其他含氟聚合物，聚偏二氟乙烯的熔点较低（约177°C），因而较易进行熔化处理。
处理后的材料通常处于不具压电性的α相。为了使其转化为具有压电性的β相，材料通常还要经过拉伸或退火处理。微米级厚度的PVDF薄膜可以不经过这种处理，薄膜与基板间残余的应力足以令其转化为β相。
为了获得压电响应，材料先要在强电场中进行极化。极化电场通常要大于30MV/m。为了获得较大的压电响应，较厚的薄膜（厚度大于100µm）要在极化过程中加热，温度在70－100°C之间。
机械力化学中一种定量脱氟处理可以较为环保地处理PVDF废料。

## 共聚物
PVDF的共聚物也可用于制作压电材料与电致伸缩材料。其中最常用的共聚物是偏二氟乙烯-三氟乙烯共聚物，比例通常约为50:50 wt% 或65:35 wt%（相当于56:44 mol%或70:30 mol%）。另一种常用的共聚物是偏二氟乙烯-四氟乙烯共聚物。它们通过提高材料的结晶性来改善压电响应。
由于共聚物的结构单元比纯PVDF的极性小，因而上述共聚物通常结晶度也较高。这将导致其压电响应更大：偏二氟乙烯-四氟乙烯共聚物的d33高达−38pC/N，而纯PVDF相应数值为−33pC/N。

## 三元共聚物
PVDF的三元共聚物可以用于制造机电致应变材料。较为常用的PVDF基三元聚合物包括偏二氟乙烯-三氟乙烯-
三氟氯乙烯共聚物以及偏二氟乙烯-三氟乙烯-氯氟乙烯共聚物。这种基于弛豫铁电体的三元共聚物可以通过向偏二氟乙烯-三氟乙烯聚合物链（本身是铁电体）中随机掺入膨松的三氟氯乙烯来制造。这种随机掺杂的过程会破坏铁电体极性相的长程有序性，从而产生纳米极性畴。当施加电场时，无序的纳米极性畴的构象会变为全反式构象，这会导致材料具有较大的电致应变和室温下较高的的介电常数（~50）。

## 应用

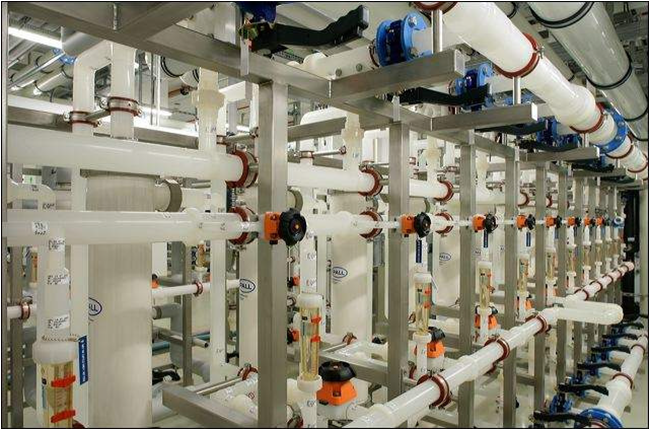
运送超純水的PVDF管材

由于具有弹性、低重量、低导热性、高耐化学腐蚀性以及耐热性等多重优良性质，PVDF常用于制作电线的绝缘外皮。常用于绕线电路的细30号线以及印刷电路板常用PVDF绝缘。具有PVDF绝缘层的线缆常以PVDF的商标名而被称为“Kynar线”。
PVDF由于具有压电特性常用于生产触觉传感器阵列、廉价的应变仪以及轻量的音频换能器。
PVDF还是锂电池复合电极的标准粘结剂：将溶于N-甲基-2-吡咯烷酮（NMP）比重为1－2%的PVDF与石墨、硅、锡、LiCoO2、LiMn2O4或是LiFePO4这样的活性锂存储材料以及碳黑或碳纳米纤维这样的导电添加剂混合，然后将该浆料浇注在金属集电器并蒸发掉NMP即可形成复合电极或糊电极。PVDF之所以可以用于这个场合是因为其在电池充放电的电势范围内具有化学惰性并且不会与电解质或锂反应。
在生物医学领域，PVDF薄膜常用于免疫印迹，蛋白质会在上面电泳。由于PVDF耐溶剂腐蚀，因此检测中使用的薄膜可以轻易剥离并重复使用，以检测其他蛋白质。PVDF薄膜还可以用于制作注射器式或轮式的膜过滤装置。这种材料所具有的耐热、耐化学腐蚀以及低蛋白质结合等特性令其可以在制备药物过程中用作消毒过滤器，并且在HPLC等分析的样品制备过程中还可作为过滤器，防止昂贵的设备因这些样品中少量的颗粒物质而损坏。
PVDF还可用于制作单丝钓鱼线，以替代传统的尼龙单丝，因其表面硬度高于尼龙和聚乙烯，面对水下树枝、岩石和锋利的鱼齿时更加抗磨损；折射系数与水相近，令鱼线更不易被鱼眼发现；比尼龙的吸水延展性、拉伸性和记忆性低，但比编织线要高，应对搏鱼过程中突然产生的冲力时更不容易断裂；同时其比重比尼龙大，使鱼线可以更快地向着鱼下沉，因此常常被用作导线使用。
PVDF传感器相比于半导体压阻传感器更能适应于动态模态测试，并且在结构整合方面相比于压电陶瓷换能器而言具有一定优势。由于成本较低且兼容性更强，采用PVDF的有源传感器对于未来的结构健康监测的发展非常重要。

## 参阅
- 铁电性
- 壓電效應
- 热释电纳米发电
- 塑料
- 聚合物
- 锂离子电池